# Groupement de soutien de la base de défense de Saint-Christol
Le groupement de soutien de la base de défense de Saint-Christol (GSBdD STC) est un organisme militaire interarmées du service du commissariat des armées créé le 1er janvier 2011. Son rôle est de soutenir dans le domaine de l'administration générale et du soutien courant, toutes les unités militaires stationnées dans le périmètre de la Base de Défense.
Son état-major, est depuis septembre 2011 situé au sein du quartier Maréchal Koenig, basé sur le plateau d'Albion, sur la commune de Saint-Christol (Vaucluse), à l'emplacement de l'ancienne base des missiles nucléaires stratégiques (base aérienne 200 Apt-Saint-Christol).